# Carl Johannes Schlenker

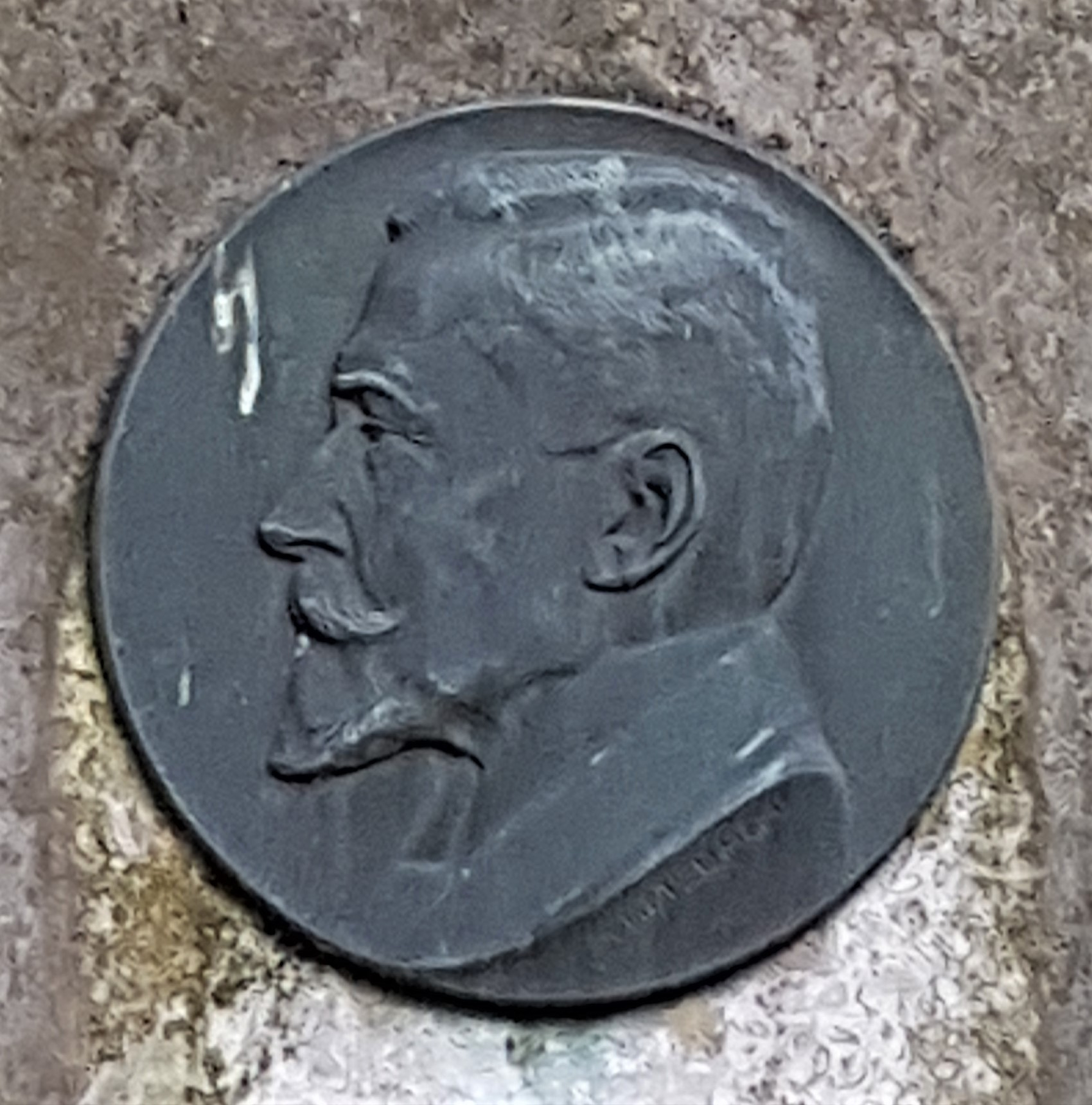
Médaillon de portrait sur la tombe de Carl Johannes Schlenker au Waldfriedhof de Stuttgart

Carl Johannes Schlenker (né le 5 juin 1861, mort le 22 octobre 1936 à Stuttgart) est un entrepreneur allemand dans le domaine de l'horlogerie.

## Biographie
Son grand-père Johannes Schlenker (1787-1864) crée son propre entreprise de maître horloger à Schwenningen en 1822. Son fils Christian Schlenker (mort en 1885) cède l'entreprise à son fils Carl Johannes Schlenker et à son gendre Jakob Kienzle le 18 avril 1883. Dès lors, l'entreprise s'appelle "Schlenker & Kienzle". Les horloges maintenant fabriquées en usine sont caractérisées par la roue à aubes. En 1897, Carl Johannes Schlenker quitte la société commune. En 1892, il est admis à la loge maçonnique Zu den drei Schwertern und Asträa zur grünenden Raute. En novembre 1901, il est affilié à la loge Zu den 3 Cedern à Stuttgart.
Il a deux filles avec sa femme Anna Maria Schuler (née le 13 novembre 1866). En raison de ses mérites, il est nommé conseiller privé par la famille royale du Wurtemberg. Il trouva sa dernière demeure au cimetière boisé de Stuttgart (de).